# Ліндсі Бартлетт
Ліндсі Бартлетт (англ. Lindsay Bartlett; нар. 31 липня 1962) — колишня американська тенісистка.
Найвищу одиночну позицію світового рейтингу — 175 місце досягла 25 квітня 1988, парну — 91 місце — 30 січня 1989 року.
Найвищим досягненням на турнірах Великого шолома було 2 коло в одиночному розряді.

## Фінали Туру WTA

### Парний розряд (0–1)
| Результат | Дата          | Турнір             | Покриття | Партнерка    | Суперниці               | Рахунок          |
| --------- | ------------- | ------------------ | -------- | ------------ | ----------------------- | ---------------- |
| Поразка   | 7 серпня 1988 | Мастерс Цинциннаті | Тверде   | Гелен Келесі | Бет Герр Кенді Рейнолдс | 6–4, 6–7(9), 1–6 |